# Jean Baptiste Lepaute

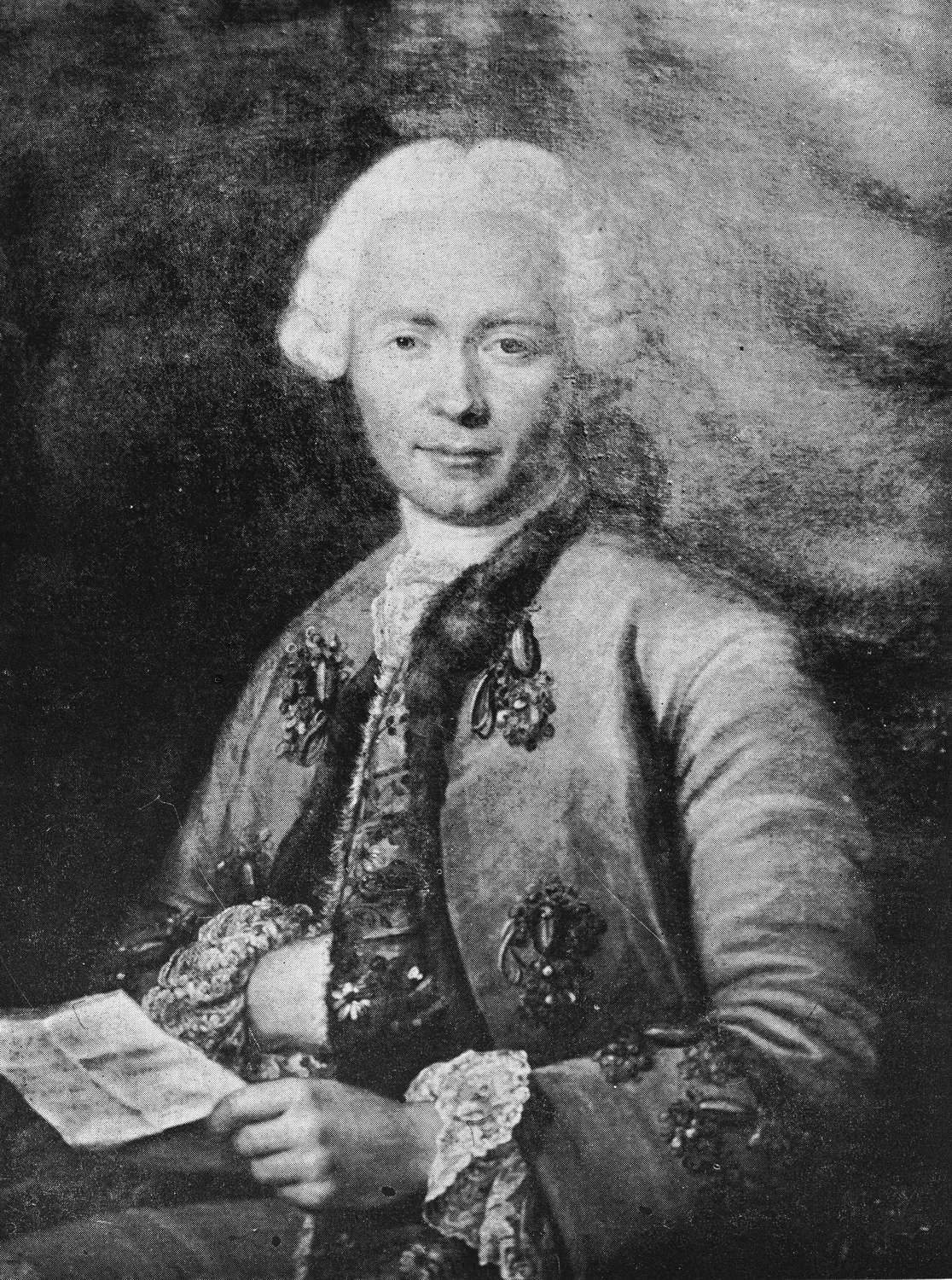
Jean Baptiste Lepaute

Jean Baptiste Lepaute (* 9. Februar 1727 in Thonne-la-Long; † 18. März 1802 in Paris) war ein französischer königlicher Uhrmacher.

## Leben
Jean Baptiste Lepaute wurde als eines von neun Kindern des Werkzeugmachers, Schlossers und Gildemeisters André Lepaute und seiner Frau Elisabeth Doulet geboren.
Im Jahre 1747 kam Jean Baptiste zu seinem älteren Bruder Jean André Lepaute in die Lehre nach Paris.
Im Jahre 1758 heiratete er Marie Thérèse Chardon. Aus der Ehe gingen drei Kinder hervor.
1776 erwarb er seinen Meister-Titel und wurde anschließend als königlicher Uhrmacher an den französischen Hof Ludwigs XVI. berufen. 
Bereits 1774 zog sich sein Bruder Jean André aus dem Geschäft zurück. Er blieb nach diesem Zeitpunkt der einzige Geschäftsführer des Hauses Lepaute bis zu seinem Rücktritt im Jahr 1789, als die Neffen Pierre Basile Lepaute und Pierre Henry-Lepaute die Firma übernahmen.
Jean Baptiste Lepaute verstarb im Alter von 75 Jahren in der Rue St. Thomas in Paris.

## Leistungen

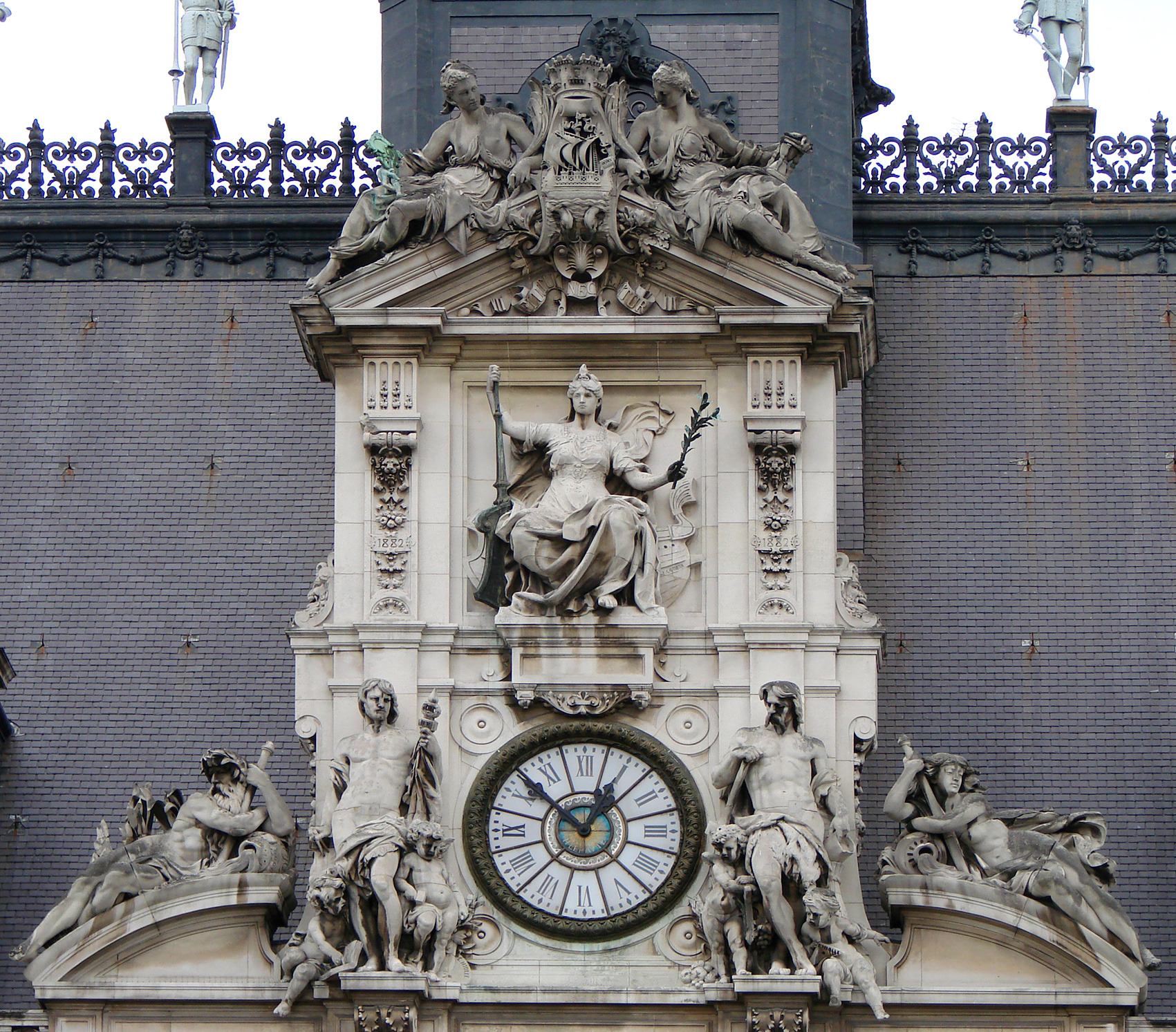
Die neue Uhr im Hôtel de Ville

In den ersten Jahren fertigte er Uhren zusammen mit seinem Bruder, später arbeitete er alleine. Seine Uhren werden heute in Museen in der ganzen Welt ausgestellt. In Paris sind zwei Großuhren besonders hervorzuheben: die 1780 ausgelieferte Uhr im Hôtel de Ville (Paris), die beim Feuer im Jahr 1871 zerstört wurde und eine Uhr im Hôtel des Invalides aus dem Jahr 1784.